# Phlebiopsis peniophoroides
Phlebiopsis peniophoroides är en svampart som beskrevs av Gilb. & Adask. 1993. Phlebiopsis peniophoroides ingår i släktet Phlebiopsis och familjen Phanerochaetaceae.   Inga underarter finns listade i Catalogue of Life.